# Света Богородица (Разлог)
„Света Богородица“ е частично запазена средновековна българска църква в центъра на град Разлог, България.

## История
Останките от храма са разкрити в 1921 година, годината, в която е разкрита и църквата „Света Троица“. Според архитект Вера Иванова архитектурата на църквата е начален етап от развитието на триконхалните църкви. Датираната е в Средновековието. Църквата е свидетелство за съществуването на средновековно селище от разпръснат тип в чертите на днешния град.